# Roberto Luís Gaspar de Deus Severo
Roberto Luís Gaspar de Deus Severo   (Lisboa, 3 de maig de 1976) és un exfutbolista portuguès que juga actualment al Recreativo de Huelva.

## Carrerab

###### CP esportiu
Producte del club de la Primeira Liga Sporting CP, Beto, nascut a Lisboa, es va establir al primer equip a la temporada 1996–97 a l'edat. de només 20, després de dos préstecs. Com a força defensiva i capità va marcar alguns gols importants, inclòs contra el FC Porto, però també dos autogols en un únic partit contra els rivals S.L. Benfica, derrota per 1-2 a casa.
Beto va guanyar la lliga nacional dues vegades, a 2000 i 2002, conquerint el doble l'últim any. Durant els seus deu anys a l'Estadio José Alvalade, va aconseguir marcar almenys una vegada a cada temporada.

###### Recreativo
Després de patir amb l'entrenador de l'Sporting Paulo Bento el gener de 2006, Beto es va unir al club de la Ligue 1 FC Girondins de Bordeaux per1 milió d'euros, però va aparèixer amb moderació per als francesos durant els seus cinc mesos. L'últim dia de la finestra de transferències d'estiu d'aquell any, va ser enviat cedit al retornat de la La Liga Recreativo de Huelva.